# Claude-François Michéa
Pour les articles homonymes, voir Michéa.
Claude-François Michéa né à Seurre (Côte-d’Or) le 14 mars 1815, et mort à Dijon le 18 juillet 1882, est un médecin aliéniste et un historien de la médecine français.

## Biographie

### Formation
Aîné d’une famille de quatre enfants, Claude-François Michéa choisit de s’orienter non vers la profession de son père qui était chapelier, mais vers celle de son grand-père et de son aïeul qui furent tous deux maîtres chirurgiens à Auvillars-sur-Saône, en Bourgogne.
Après son baccalauréat obtenu à Dijon en 1832, Michéa monte à Paris effectuer des études de médecine. En 1835, il entre comme interne à la maison de santé Marcel-Sainte-Colombe, rue de Picpus, et passe une thèse sur les hallucinations, sous la direction du Dr Pierre Édouard Vallerand de la Fosse (1793-1870). Ce dernier devient son compagnon et son collègue : ils partageront longtemps le même cabinet et le même appartement à Paris, outre leur travail dans la maison de santé. Durant plusieurs années, Michéa est le médecin responsable du service des aliénés de cet établissement privé.
En 1852, Claude-François Michéa figure parmi les 35 membres fondateurs de la Société médico-psychologique, et il est l’un des 3 rédacteurs du statut de cette société qui existe toujours aujourd’hui. Il en fut trésorier-archiviste et resta l’un des principaux collaborateurs des Annales médico-psychologiques, le journal de cette société. Sa contribution à l’analyse des hallucinations en fait non un adversaire, mais plutôt un rival de son collègue Jules Baillarger (1809-1890).
Il fut le secrétaire d’une autre société, à vocation philanthropique autant que médicale : la Société médico-pratique, fondée en 1805.

### Vie personnelle
Michéa et Vallerand de la Fosse furent repérés par la police parisienne comme « pédérastes » selon la terminologie de l’époque pour désigner les homosexuels, et leur nom fut inscrit dans les registres de la préfecture de police de Paris portant le titre infamant de « pédés ».
Après la mort de son ami le Dr Vallerand de la Fosse en 1870, et après sa retraite, Michéa se retire à Dijon, chez sa sœur. En janvier 1878, il est arrêté en compagnie d’un jeune homme, et condamné à un an de prison et 200 francs d’amende pour outrages publics à la pudeur. Il est rayé des matricules de la Légion d’honneur. Il est libéré après quatre mois de détention.
Il décède à Dijon le 18 juillet 1882 et est enterré à Auvillars-sur-Saône.

## Contributions médicales
Michéa a participé à toutes les questions posées aux aliénistes de son temps, y compris celles  qui ont des implications importantes par leurs aspects sociaux : avec Jean-Étienne Esquirol (1772-1840), Charles Chrétien Henri Marc (1771-1840) et Alexandre Brierre de Boismont (1797-1881) entre autres, il figure parmi les premiers aliénistes à traiter de la question de la folie et de la responsabilité des aliénés devant les tribunaux. 
Ses différents travaux en vue du traitement des vésanies et sa mise au point, selon un raisonnement pharmacologique moderne, d’un médicament pour traiter l’épilepsie que ses collègues tenaient pour incurable, lui valent la Légion d’honneur en 1858.
Convaincu, comme un petit nombre de ses collègues dont Maximien Parchappe (1800-1866), de l’intérêt de l’éclectisme en médecine, il s’est attiré les critiques d’adversaires de l’application du système philosophique de Victor Cousin en recherche médicale, dont le plus virulent fut Laurent Cerise (1807-1869).
Comme historien de la médecine, Michéa a réalisé de brillantes synthèses sur la période de la Renaissance,,,, et sur l’histoire de la chirurgie au début du XIXe siècle. Il est l'auteur de plusieurs monographies sur des médecins célèbres (Théophile de Bordeu, Herman Boerhaave, Johann Georg Zimmermann, Philippe Pinel, François Quesnay).
En décembre 1849, il crée un périodique médical mensuel qui a pour vocation de publier des articles provenant de médecins exerçant leur métier sur le terrain et qui a pour titre L'Observation médicale. Le dernier numéro de ce périodique parut en novembre 1851.
La postérité avait retenu le nom de Michéa essentiellement en raison d’un article qu’il a publié à propos d’un cas psychiatrique exceptionnel, celui du sergent François Bertrand, un nécrophile arrêté dans des circonstances rocambolesques et condamné en 1849 par un tribunal militaire. Cet article constitue en effet l’une des premières analyses médicales des « perversions sexuelles ». La découverte récente du bien fondé des notes de police relativement à l’homosexualité de Michéa a amené un réexamen de cet article qui apparaît désormais, par ses développements longtemps restés ignorés, par les attaques subies, ainsi que par les répliques de l’auteur, comme un article annonçant le mouvement de libération des homosexuels qui prendra naissance en Allemagne une décennie plus tard.

## Sources

### Biographies
- René Semelaigne - Les Pionniers de la psychiatrie française avant et après Pinel (tome II), Paris, J-B Baillère et fils, 1937.
- Pierre Morel - Dictionnaire biographique de psychiatrie. Paris, les Empêcheurs de penser en rond, 1995.
- Jean-Claude Féray - L'Impossible Conciliation ou la vie héroïque du Dr Claude-François Michéa. Paris, Quintes-feuilles, 2015.
- Jean Garrabé et Jean-Pierre Luauté - Claude-François Michéa (1815-1882) Partie I. Annales médico-psychologiques.  174 (2016) 77-80
- Jean Garrabé et Jean-Pierre Luauté - Claude-François Michéa (1815-1882) Partie II. Annales médico-psychologiques.  174 (2016) 148-154.